# Boris Godunov (operă)
Opera Boris Godunov a fost compusă de Modest Mussorgski, (1839-1881). Este o capodoperă a compozitorului rus, tema operei fiind o dramă din timpul țarului Boris Godunov  (1598 - 1605). Libretul a folosit motivele din romanul cu același nume scris de Pușkin.

## Personajele operei

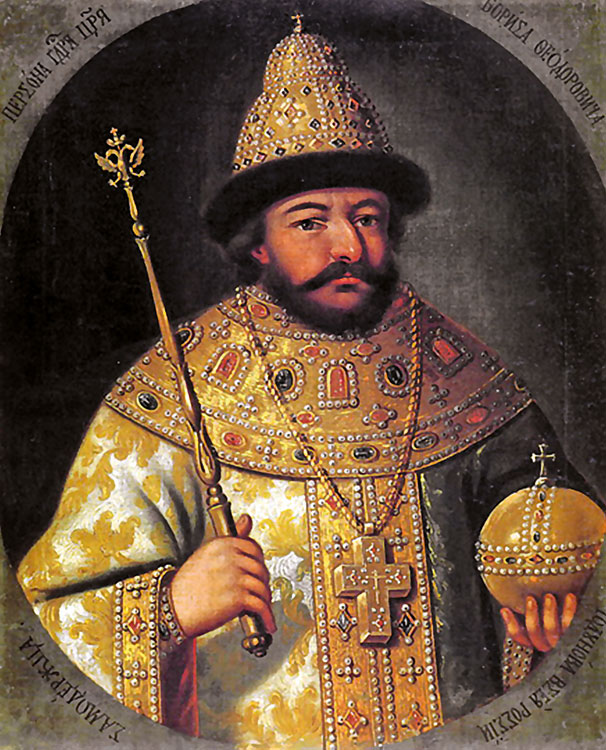
Portretul lui Boris Godunov, pictură anonimă din secolul 17.

### Prolog

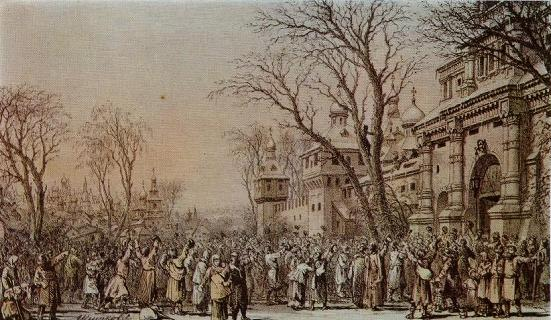
Scenografia de Șișkov, pentru scena din curtea mânăstirii

### Actul I

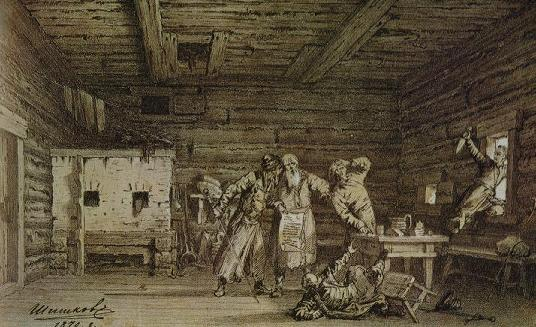
Scenografia de Șișkov, pentru scena din cârciumă

### Actul II

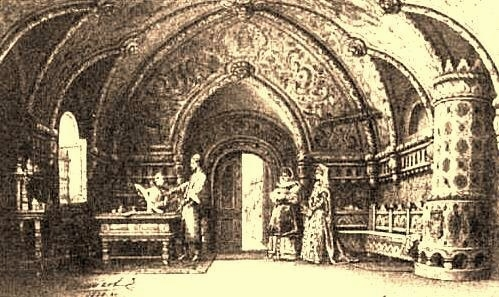
Scenografia de Șișkov, pentru scena din palatul țarului, din Kremlin

### Actul III

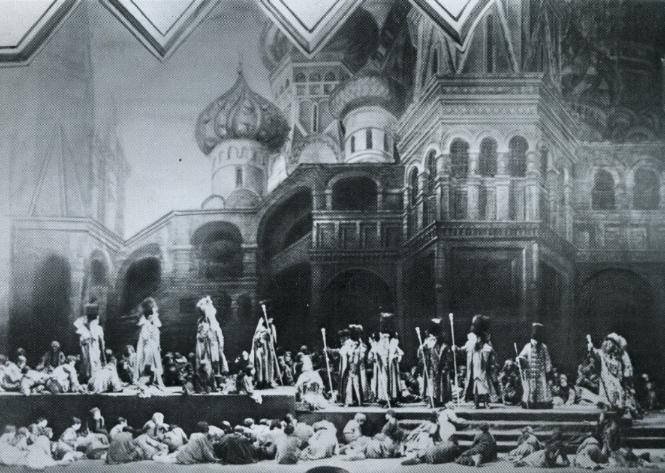
Scena din Balșoi Teatr (1927), reprezentând catedrala Sf. Vasile Blajinul